# De schoonzuster van de schilderes
De schoonzuster van de schilderes is een schilderij door de Russische schilderes Marie Bashkirtseff in het Rijksmuseum in Amsterdam.

## Voorstelling
Het stelt Alexandrine Patchenko, die sinds 1880 getrouwd was met Paul Bashkirtseff, de broer van de schilderes. Ze is afgebeeld zittend op een zitbank met in haar rechterhand een boek. Het schilderij is onvoltooid.

## Toeschrijving en datering
Het schilderij is rechtsonder gemonogrammeerd en gedateerd ‘MB / 1881’.

## Herkomst
Het werk werd in juni 1902 geschonken aan het Rijksmuseum door de moeder van de schilderes, Maria Stepanovna Bashkirtseff, geboren Babanina (of Bananine), die op dat moment in Nice woonde.